# Saint-Berthevin-la-Tannière
Pour les articles homonymes, voir Saint-Berthevin.
Saint-Berthevin-la-Tannière est une commune française, située dans le département de la Mayenne en région Pays de la Loire, peuplée de 294 habitants (les Saint-Berthevinois).
La commune fait partie de la province historique du Maine, et se situe dans le Bas-Maine.

## Géographie

### Localisation
| La Dorée, Saint-Mars-sur-la-Futaie | La Dorée                    | Levaré   |
| Saint-Mars-sur-la-Futaie           | Saint-Berthevin-la-Tannière | Levaré   |
| Montaudin                          | Montaudin                   | Carelles |

### Climat
Pour des articles plus généraux, voir Climat des Pays de la Loire et Climat de la Mayenne.
En 2010, le climat de la commune est de type climat océanique franc, selon une étude du CNRS s'appuyant sur une série de données couvrant la période 1971-2000. En 2020, Météo-France publie une typologie des climats de la France métropolitaine dans laquelle la commune est exposée à un climat océanique et est dans la région climatique  Bretagne orientale et méridionale, Pays nantais, Vendée, caractérisée par une faible pluviométrie en été et une bonne insolation. 
Pour la période 1971-2000, la température annuelle moyenne est de 10,4 °C, avec une amplitude thermique annuelle de 13,6 °C. Le cumul annuel moyen de précipitations est de 931 mm, avec 13,7 jours de précipitations en janvier et 8 jours en juillet. Pour la période 1991-2020, la température moyenne annuelle observée sur la station météorologique de Météo-France la plus proche, « Saint-Mars/la-Futa », sur la commune de Saint-Mars-sur-la-Futaie à 6 km à vol d'oiseau, est de 11,3 °C et le cumul annuel moyen de précipitations est de 929,3 mm,. Pour l'avenir, les paramètres climatiques de la commune estimés pour 2050 selon différents scénarios d'émission de gaz à effet de serre sont consultables sur un site dédié publié par Météo-France en novembre 2022.

## Urbanisme

### Typologie
Au 1er janvier 2024, Saint-Berthevin-la-Tannière est catégorisée commune rurale à habitat très dispersé, selon la nouvelle grille communale de densité à sept niveaux définie par l'Insee en 2022.
Elle est située hors unité urbaine et hors attraction des villes,.

### Occupation des sols
L'occupation des sols de la commune, telle qu'elle ressort de la base de données européenne d’occupation biophysique des sols Corine Land Cover (CLC), est marquée par l'importance des territoires agricoles (100 % en 2018), une proportion identique à celle de 1990 (100 %). La répartition détaillée en 2018 est la suivante : 
prairies (48,9 %), zones agricoles hétérogènes (33,6 %), terres arables (17,4 %). L'évolution de l’occupation des sols de la commune et de ses infrastructures peut être observée sur les différentes représentations cartographiques du territoire : la carte de Cassini (XVIIIe siècle), la carte d'état-major (1820-1866) et les cartes ou photos aériennes de l'IGN pour la période actuelle (1950 à aujourd'hui).

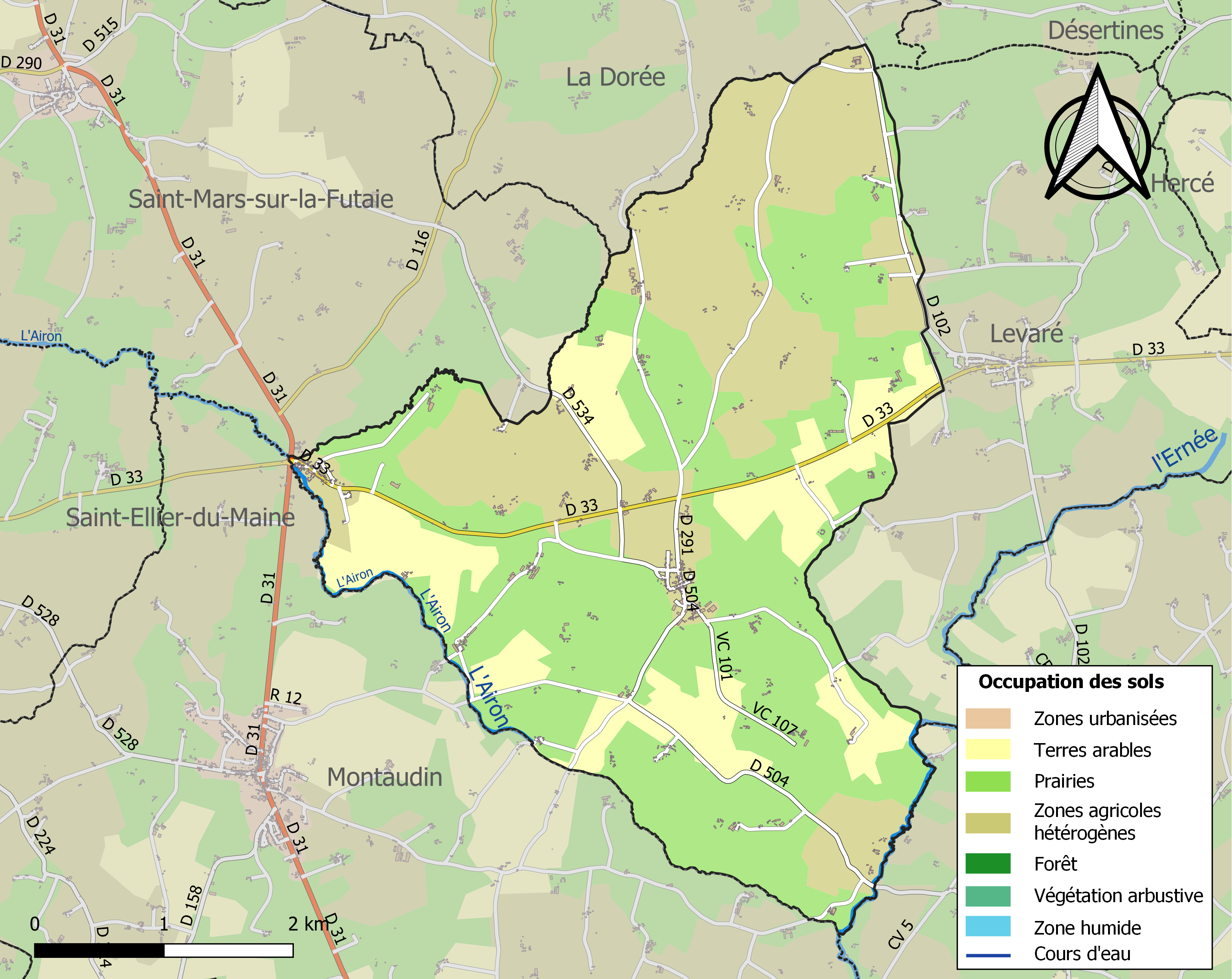
Carte des infrastructures et de l'occupation des sols de la commune en 2018 (CLC).

## Toponymie
Durant la Révolution, la commune porte le nom de Centranne.

## Histoire

### Le chemin de fer
La commune était desservie par la ligne de chemin de fer départementale reliant Laval à Landivy. Cette ligne fut ouverte le 18 décembre 1901 et son déclassement fut décidé par le conseil général le 11 mai 1938.
En 1902, la gare de la Tannière avait accueilli 4 540 voyageurs.

## Politique et administration
Le conseil municipal est composé de onze membres dont le maire et trois adjoints.

## Population et société

### Démographie
L'évolution du nombre d'habitants est connue à travers les recensements de la population effectués dans la commune depuis 1793. Pour les communes de moins de 10 000 habitants, une enquête de recensement portant sur toute la population est réalisée tous les cinq ans, les populations de référence des années intermédiaires étant quant à elles estimées par interpolation ou extrapolation. Pour la commune, le premier recensement exhaustif entrant dans le cadre du nouveau dispositif a été réalisé en 2004.
En 2022, la commune comptait 294 habitants, en évolution de −14,53 % par rapport à 2016 (Mayenne : −0,73 %, France hors Mayotte : +2,11 %).
Saint-Berthevin-la-Tannière a compté jusqu'à 1 226 habitants en 1800.
| 1793  | 1800  | 1806  | 1821 | 1831 | 1836  | 1841  | 1846 | 1851  |
| ----- | ----- | ----- | ---- | ---- | ----- | ----- | ---- | ----- |
| 1 019 | 1 226 | 1 037 | 903  | 939  | 1 015 | 1 007 | 969  | 1 053 |

| 1856  | 1861  | 1866  | 1872  | 1876  | 1881  | 1886 | 1891 | 1896 |
| ----- | ----- | ----- | ----- | ----- | ----- | ---- | ---- | ---- |
| 1 002 | 1 018 | 1 027 | 1 025 | 1 007 | 1 002 | 948  | 973  | 939  |

| 1901 | 1906 | 1911 | 1921 | 1926 | 1931 | 1936 | 1946 | 1954 |
| ---- | ---- | ---- | ---- | ---- | ---- | ---- | ---- | ---- |
| 942  | 927  | 892  | 846  | 861  | 867  | 820  | 786  | 745  |

| 1962 | 1968 | 1975 | 1982 | 1990 | 1999 | 2004 | 2006 | 2009 |
| ---- | ---- | ---- | ---- | ---- | ---- | ---- | ---- | ---- |
| 716  | 664  | 562  | 504  | 438  | 384  | 377  | 362  | 386  |

| 2014 | 2019 | 2022 | - | - | - | - | - | - |
| ---- | ---- | ---- | - | - | - | - | - | - |
| 345  | 308  | 294  | - | - | - | - | - | - |

## Culture locale et patrimoine

### Lieux et monuments
- Église de Saint-Berthevin du XIe siècle.
- Église succursale de La Tannière du XVIIe siècle abritant des dalles funéraires classées à titre d'objets aux Monuments historiques.
- Ancien château d'Hémenard.
- Ancien château de la Tannière.

### Personnalités liées à la commune
- Geoffroy de Gorron (mort à St Albans, dans le Hertfordshire, le 26 février 1146),  érudit et religieux anglo-normand qui devint abbé de St Albans de 1119 à 1146.
- Mathurin Michel Simon, concierge des prisons de la Tannière, sieur du Halleray (1697-1738).
- Michel Ménard (1961-), homme politique français.

### Héraldique
| Blason de Saint-Berthevin-la-Tannière | Blason  | Parti : Au 1 de gueules, à une aigle d’argent, armée et becquée d’or ; Au 2 d’argent, à un lion de sable, couronné et armé gueules. Au chef de sable, à un lion issant d’argent. |
| Blason de Saint-Berthevin-la-Tannière | Détails | L’aigle blanc sur fond rouge provient des armes du seigneur de Mégaudais, seigneur de Saint Berthevin. La reprise intégrale du blason de seigneur étant interdite pour les communes il suffit de emprunter un ou plusieurs éléments. L’argent avec le lion rappellent le seigneur de Nos, seigneur de la Tannière. La remarque concernant la reprise intégrale du blason de famille est valable ici aussi. Le chef rappelle le blason du seigneur des Vaux qui a possédé les deux villages. La remarque concernant la reprise intégrale du blason de famille est valable ici aussi. Les ornements sont deux gerbes de blé d’or, mises en sautoir par la pointe et liées de gueules afin d’honorer l’activité agricole de la commune. Le listel d’argent porte le nom de la commune en caractères majuscules de sable. La couronne de tours dit que l’écu est celui d’une commune ; elle n’a rien à voir avec des fortifications. Le statut officiel du blason reste à déterminer. |